# Torrie Wilson
Torrie Anne Wilson (24 de juliol del 1975 -), més coneguda al ring com a simplement Torrie Wilson és una lluitadora professional estatunidenca que treballa a la marca SmackDown! de World Wrestling Entertainment (WWE).